# Ураба
Ураба (на испански: Golfo de Uraba) е залив в най-южната част на Карибско море, край брега на Колумбия, представляващ южната тясна част на големия Дариенски залив. Вдава се в сушата на 87 km, ширина на входа между носовете Аренас (на изток) и ПГолета (на запад) 25 km. Максимална дълбочина 25 – 54 m. Бреговете му са предимно ниски, заблатени, заети от мангрови гори. Най-южната му част носи названието залив Колумбия. В него се вливат реките Леон (от юг) и Атрато (чрез делта, от югозапад). Средната годишна температура на повърхността на водата е 26°С. Приливите са неправилни, полуденонощни, с височина до 0,6 m. На източния му бряг е разположено колумбийското пристанище Турбо.
Заливът ураба е открит през 1501 г. от испанският конкистадор Родриго де Бастидас, който пръв го изследва и картира.